# Liste der Kulturgüter in Vinelz
Die Liste der Kulturgüter in Vinelz enthält alle Objekte in der Gemeinde Vinelz im Kanton Bern, die gemäss der Haager Konvention zum Schutz von Kulturgut bei bewaffneten Konflikten, dem Bundesgesetz vom 20. Juni 2014 über den Schutz der Kulturgüter bei bewaffneten Konflikten sowie der Verordnung vom 29. Oktober 2014 über den Schutz der Kulturgüter bei bewaffneten Konflikten unter Schutz stehen.
Objekte der Kategorien A und B sind vollständig in der Liste enthalten, Objekte der Kategorie C fehlen zurzeit (Stand: 30. April 2024). Unter übrige Baudenkmäler sind Objekte zu finden, die im Bauinventar des Kantons Bern als «schützenswert» verzeichnet sind.

## Kulturgüter
| Foto | | Objekt | Kat. | Typ | Standort                                 | Beschreibung |
| ---- | --- | --- | ---- | --- | ---------------------------------------- | --- |
| ja   | Datei hochladen · Wikidata zu Strandboden, Bestandteil des UNESCO Welterbeobjekts "Pfahlbauten" (Q19362737) | Strandboden (CH-BE-08), Fundstelle der UNESCO-Welterbestätte "Prähistorische Pfahlbauten um die Alpen" KGS-Nr.: 09583 | A    | F   | Lüscherzstrasse 575151 / 209660          | Diese Pfahlbausiedlung der Neolithikums ist Teil des UNESCO-Welterbes «Prähistorische Pfahlbauten um die Alpen». Die Funde stammen aus dem Zeitraum zwischen 2800 und 2600 v. Chr. |
| ja   | Datei hochladen · Wikidata zu Länti, jungsteinzeitliche und bronzezeitliche Ufersiedlungen (Q29676227)      | Ländti, neolithische-bronzezeitliche Seeufersiedlungen KGS-Nr.: 16865                                                 | A    | F   | Ländti 574850 / 209720                   | |
| ja   | Datei hochladen                                                                                             | Eisenzeitliche Grabhügelgruppe KGS-Nr.: 17225                                                                         | A    | F   | Schaltenrain / Grossholz 577152 / 208694 | Gruppe von zehn Grabhügeln aus der Hallstattzeit. Bestattet waren die Toten mit Bernstein, Keramik, Schmuck und Waffen. In einigen Gräbern wurden besondere Beigaben geborgen, darunter Bronzegefässe (Situla), Glas, Reste von Geschirrteilen, Rädern und Wagen sowie ein goldenes Gehänge. Objekt liegt auf den Gemeindegebieten von Vinelz (KGS-Nr. 17225), Brüttelen (KGS-Nr. 9575), Ins (KGS-Nr. 949) und Lüscherz (KGS-Nr. 9574). |
| ja   | Datei hochladen · Wikidata zu Reformierte Kirche mit Pfarrhaus (Q29676245)                                  | Reformierte Kirche mit Pfarrhaus KGS-Nr.: 01316                                                                       | B    | G   | Dorfstrasse 13, 23 575120 / 209245       | Im Kern romanisches und im 16./17. Jahrhundert umgebautes Kirchengebäude, mit polygonalem Chor aus dem 14. Jahrhundert, bedeckt mit einem steilen geknickten Satteldach. Im Innern umfangreicher gotischer Wandmalereizyklus. Daneben steht das um 1525/30 erbaute und im 17./18. Jahrhundert veränderte Pfarrhaus, ein iImposanter längsrechteckiger Massivbau unter stark geknicktem Vollwalmdach.                                    |

## Übrige Baudenkmäler
Hinweis: Anstelle der KGS-Nummer wird als Objekt-Identifikator (ID) die Grundstücksnummer verwendet.
| ID      | Foto |                 | Objekt                                         | Typ | Standort                            | Beschreibung |
| ------- | ---- | --------------- | ---------------------------------------------- | --- | ----------------------------------- | ------------ |
| 24      | ja   | Datei hochladen | Brunnen (1780)                                 | K   | Dorfstrasse N.N.1 575100 / 209123   |              |
| 121     | ja   | Datei hochladen | Pfrundspeicher (1738/39)                       | G   | Dorfstrasse 21 575103 / 209268      |              |
| 122     | ja   | Datei hochladen | Käserei (1913)                                 | G   | Käsereiweg 3 575141 / 209143        |              |
| 156     | ja   | Datei hochladen | Ehemaliges Kleinbauernhaus (1. Hälfte 19. Jh.) | G   | Dorfstrasse 7 575035 / 209217       |              |
| 164;351 | BW   | Datei hochladen | Hofbrunnen (1726)                              | K   | Obere Budlei N.N. 576874 / 209380   |              |
| 164     | BW   | Datei hochladen | Bauernhaus (um 1710)                           | G   | Obere Budlei 7 576863 / 209381      |              |
| 207     | ja   | Datei hochladen | Bauernhaus (1925)                              | G   | Lüscherzstrasse 100 576156 / 209759 |              |
| 253     | BW   | Datei hochladen | Bauernhaus (1854)                              | G   | Obere Budlei 2 576881 / 209351      |              |
| 259     | ja   | Datei hochladen | Ehemaliges Bauernhaus (um 1885)                | G   | Gasse 17 574955 / 209165            |              |
| 286     | ja   | Datei hochladen | Bauernhaus (Mitte 19. Jh.)                     | G   | Dorfstrasse 11 575062 / 209224      |              |
| 305     | ja   | Datei hochladen | Ehemaliges Bauernhaus (3. Viertel 19. Jh.)     | G   | Bergweg 12 575270 / 208883          |              |
| 307     | ja   | Datei hochladen | Stöckli (1. Hälfte 19. Jh.)                    | G   | Gasse 4 575007 / 209170             |              |
| 351     | BW   | Datei hochladen | Wohnstock (um 1710)                            | G   | Obere Budlei 9 576892 / 209379      |              |